# Jevgeni Mravinski

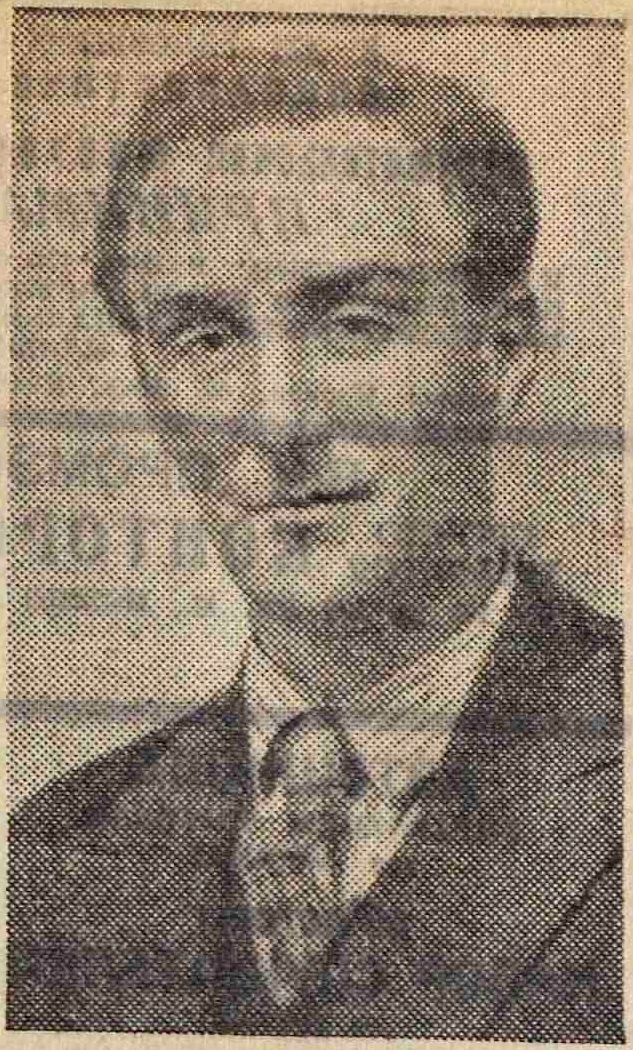
Jevgeni Mravinski

Jevgeni Aleksandrovitsj Mravinski (Russisch: Евгений Александрович Мравинский) (Sint-Petersburg, 4 juni (22 mei juliaanse kalender) 1903 – aldaar, 19 januari 1988) was een Russisch dirigent.

## Biografie
Toen Mravinski vijftien jaar oud was kwam zijn vader te overlijden en nam hij een baan aan achter de schermen in het Mariinskitheater. Voor hij naar het Konservatorija im. N.V.Rimskogo-Korsakova ging om muziek te studeren, studeerde hij biologie aan de universiteit van Leningrad. Hij kreeg lessen van Vladimir Sjtsjerbachov (compositie) en dirigeren van Nikolaj Malko en Aleksandr Gaoek. Hij was balletrepetitor van 1923 tot 1931. Zijn eerste optreden als dirigent was in 1929. In de jaren dertig was hij dirigent bij het Kirov Ballet en de Bolsjoj Opera. In september 1938 won hij de prestigieuze Sovjet Nationale Dirigeerwedstrijd in Moskou.
In oktober 1938 kreeg Mravinski de functie die hij tot 1988 zou houden: eerste dirigent van het Leningrads Filharmonisch Orkest. Het Leningrads Filharmonisch verwierf vooral in Rusland een niet te evenaren reputatie, in het bijzonder voor het uitvoeren van Russische muziek (Tsjaikovski en Sjostakovitsj). Gedurende de Tweede Wereldoorlog werd Mravinski samen met het orkest geëvacueerd naar Siberië.
Zoals vele Russische dirigenten bij premières had Mravinski de gewoonte de partituur boven zijn hoofd te zwaaien tijdens het slotapplaus. Mravinski verzorgde de wereldpremière van zes symfonieën van Dmitri Sjostakovitsj, namelijk de nummers 5, 6, 8 (die Sjostakovitsj aan hem opdroeg), 9, 10 en 12. Verder verzorgde hij de première van Sergej Prokofjevs zesde symfonie, in Leningrad, 1947.
Mravinski maakte van 1938 tot 1961 plaatopnamen. Daarna maakte hij nog vijf live-opnamen. Zijn opnamen met het Leningrads Filharmonisch Orkest van de symfonieën 4, 5 en 6 van Tsjaikovski zijn legendarisch. Zijn laatste opname was de live-opname van Sjostakovitsj' symfonie nr.12.
Zijn laatste concert gaf hij op 6 maart 1987 (de achtste symfonie van Schubert, en de vierde symfonie van Brahms). Mravinski is begraven op de Bogoslovskoje-begraafplaats.

## Dirigeerstijl
Mravinski was een enthousiast dirigent die het tempo zo vaak mogelijk wisselde om het effect wat hij wilde bereiken te verhogen. Hij had ook veel controle over de dynamiek. Overgebleven beeldmateriaal laat zien dat hij een sobere stijl van dirigeren had, en simpele en duidelijke gebaren maakte, vaak zonder baton. De criticus David Fanning schreef eens over een van zijn uitvoeringen van Tsjaikovski:
Het Leningrad Filharmonisch Orkest speelde als een wilde hengst, ternauwernood in bedwang gehouden door de wilskracht van haar meester. Het kleinste onderdeel wordt vol trotse kracht op zijn plaats gezet. Het beest kan er op elk moment in galop vandoor gaan, zodat je niet weet of je opgewonden of juist angstig moet zijn ". 